# أجلونيما قزمة
أجلونيما قزمة (الاسم العلمي: Aglaonema pumilum) هي نوع من النباتات يتبع جنس الأجلونيما من الفصيلة اللوفية.